# 蒙德拉貢公司
蒙德拉貢公司（西班牙語：La Corporación Mondragón，英文：Mondragon Corporation）是西班牙的一家企業集團，目前是欧洲最大的十大私人集团之一。旗下拥有12个品牌，其中法格占营业额40％，科迪（kide）在冷库行业独占鳌头。
蒙德拉贡是西班牙巴斯克地区的一个小镇。西班牙内战结束后，神父何塞·马里亚·阿里斯门迪亚列塔来到这里，在传教的同时，成立类似技校的性质。当时，有一个学生，成立一个叫法格的组织，生产锅子。
法格•科迪采用了独特的合作社方式：
- 所有的员工都拥有一票，跟上级拥有同样的权利，很民主。
- 所有的员工，在加入法格前必须交一笔钱到公司，查到的资料是3000美元。员工除必须的开支外，其他的钱存到法格自己的银行，这保证了法格不用借贷。
- 法格提供培训、教育、托儿所一系列服务。

这种模式的成功被广泛讨论。有多个地区在试验这种方式的可行性。民主以及合适的生产策略保证了法格的不断壮大。法格的生产策略為：只生产生活必须的产品，如锅具。后来法格•科迪并购几家公司，并成立了蒙德拉贡公司。

## 外部連結
- 官方网站 （英文）

1. ↑  . Mondragon Corporation.   [7 June 2016]. （原始内容存档于14 June 2016）.
2. ↑   (PDF). Mondragon Corporation.   [13 February 2016]. （原始内容存档 (PDF)于2021-03-06）.
3. ↑   (PDF). Mondragon Corporation.   [22 September 2020]. （原始内容 (PDF)存档于2020-09-22）.